# Sunday Reed
Lelda Sunday Baillieu, conocida como Sunday Reed (15 de octubre de 1905 - 15 de diciembre de 1981), fue una mecenas de las artes australiana. Junto con su esposo, John Reed, estableció el Museo Heide de Arte Moderno.

## Vida personal
Reed nació el 15 de octubre de 1905 en Melbourne, Australia. Hija de Arthur Sydney Baillieu y Ethel Mary Ham, era sobrina de William Baillieu, uno de los hombres más ricos de Australia. Fue la tercera de cuatro hijos y fue educada en casa por una institutriz hasta los 15 años, acabando su educación en St Catherine's School, Toorak.
En Melbourne, Reed conoció a Leonard Quinn, un estadounidense que vivía en Inglaterra. Se casaron el 31 de diciembre de 1926 en Sorrento, Victoria y viajaron por Francia e Inglaterra durante dos años. Reed fue diagnosticada con gonorrea en 1929. La enfermedad y varias operaciones, incluida una histerectomía, la dejaron incapaz de tener hijos y sorda del oído derecho; después de su diagnóstico, Quinn la abandonó en Inglaterra. A través de las conexiones familiares, pudo obtener el divorcio de él el 31 de junio. Conoció al abogado John Reed en una fiesta de tenis en 1930. Se casaron el 13 de enero de 1932 en la Catedral de San Pablo de Melbourne. Su matrimonio fue registrado civilmente pero no por la iglesia.
En la década de 1930, Reed estudió arte con George Bell en el Bourke Street Studio School en Melbourne. El único trabajo conservado de esa época es un dibujo de paisaje, que muestra su habilidad con el color y la forma.
En 1934, los Reed compraron una antigua granja lechera en el río Yarra en Heidelberg, Victoria (ahora Bulleen, Victoria), que se conoció como «Heide». Ambos estaban interesados en muchas formas de arte, incluido el jazz, la poesía y los escritores. La pareja acogió a numerosos artistas, para quienes Reed cocinaba. Según Andrew Stephens, los talentosos artistas de Heide «ayudaron a dar forma al arte australiano a partir de la década de 1930». Los Reed vivieron en la propiedad hasta su muerte en 1981, poco tiempo después de que la propiedad se convirtiera en el Museo Heide de Arte Moderno.
Reed se dedicó al cultivó de rosas, junto con muchas otras plantas. En 2015, quedaban alrededor de 150 de los 250 arbustos que plantó. Los Reed compraron plantas de Alister Clark, quien cultivó algunas de las rosas más populares de Australia.
La pareja apoyó al Partido Comunista de Australia (CPA) y John ayudó a financiar a los candidatos de la CPA en las elecciones federales.
Los Reed se hicieron cargo del hijo de Joy Hester, Sweeney, después de que a Hester le diagnosticaran linfoma de Hodgkin en 1947 y finalmente lo adoptaron.
John Reed murió de cáncer el 5 de diciembre de 1981. Sunday Reed se suicidó diez días después, el 15 de diciembre.
Reed era la tía del político Ted Baillieu, quien en 2010 fue elegido primer ministro de Victoria.

## Círculo de Heide
Fueron numerosos los artistas de vanguardia que fueron a vivir y trabajar a Heide a lo largo de las décadas de 1930, 1940 y 1950; muchas de las obras más famosas de la época se pintaron allí. Estos artistas eran conocidos como Círculo de Heide e incluían a Sidney Nolan, el matrimonio conformado por Sam Atyeo y Moya Dyring, Albert Tucker y Joy Hester (que se casaron en 1941), y Laurence Hope, entre otros. Allí pintó Nolan, todos menos uno, los lienzos de su serie sobre Ned Kelly de 1946-47.
Al Círculo de Heide también se lo conoce por las relaciones sentimentales entre sus miembros. Sunday Reed tuvo relaciones extramatrimoniales con algunos colegas, con el conocimiento de su esposo John. Atyeo tuvo una aventura extramatrimonial con Sunday; Dyring tuvo una aventura extramatrimonial con John. 
La historiadora del arte Janine Burke ha sugerido que Nolan y Sunday Reed tuvieron una estrecha relación de colaboración. Según Burke, Reed ayudó a Nolan a encontrar su voz artística y, en el proceso, pasó de ser asistente de estudio a pintar secciones de las obras, en particular los cuadrados rojos y blancos en la pintura de Nolan The Trial.
Nolan dejó sus pinturas de Kelly en Heide cuando se fue en 1947 tras unas convulsas relaciones sentimentales. Había vivido un ménage à trois con los Reed durante varios años. Nolan quería que Sunday se comprometiera con él y, tras su negativa, se casó con la hermana de John Reed, Cynthia.  Reed le devolvió 284 de sus pinturas y dibujos, pero se quedó con 25 de los cuadros de Kelly; en parte porque consideraba que las obras eran fundamentales para el propuesto Museo Heide de Arte Moderno. Se las entregó a la Galería Nacional de Australia en 1977, resolviendo la disputa.
En la década de 1950, Heide volvió a ser el centro de un círculo de artistas y poetas más jóvenes. En la década de 1960, Sweeney Reed invitó a Heide a su círculo de amigos artistas y poetas.

## En la cultura popular
Según David Rainey, la relación entre Sunday Reed y Sidney Nolan es la base de la novela Autumn Laing de Alex Miller de 2011.
La película Absolutely Modern de Philippe Mora de 2013 analiza el modernismo, la musa femenina y la sexualidad en el arte; se basa en la Heide de la década de 1940.
La obra de teatro de Rainey de 2014 The Ménage at Soria Moria es una pieza ficticia que explora la relación entre los Reed y Nolan, tanto durante el apogeo de Heide en la década de 1940 como en los años posteriores.
Al parecer, la hija de Nicole Kidman y Keith Urban, Sunday Rose Kidman, nacida en 2008, lleva el nombre de Reed; el padre de Kidman, Antony Kidman, habría sugerido el nombre. Sin embargo, Urban declaró en una entrevista de 2009 que la llamaron así por el día de la semana (sunday, «domingo» en inglés), y no por Reed.

## Lectura adicional
- Harding, Lesley; Morgan, Kendrah (2015). Modern Love: the Lives of John & Sunday Reed (en inglés). Carlton, Victoria: The Meigunyah Press. ISBN 978-0522862829.
- Harding, Lesley; Morgan, Kendrah (2010). Sunday's Kitchen: Food and Living at Heide (en inglés). Carlton, Victoria: The Meigunyah Press. ISBN 978-0522857412.
- Burke, Janine, ed. (1995). Dear Sun: the Letters of Joy Hester and Sunday Reed (en inglés). Port Melbourne, Victoria: William Heinemann Australia. ISBN 978-0855616519.

- Datos: Q7639528